# فرمول ئی
فرمول ئی (به انگلیسی: Formula E) یک کلاس از مسابقات اتومبیل‌رانی است که در آن تنها از اتومبیل‌های کاملاً الکتریکی استفاده و توسط فدراسیون بین‌المللی اتومبیل‌رانی (به انگلیسی: FIA) سازمان‌دهی می‌شود. ایده این سری مسابقات در سال ۲۰۱۱ مطرح و برای اولین بار در سال ۲۰۱۴ در پکن افتتاح شد. الخاندرو آگاگ بنیانگذار و مدیرعامل فورمولا ئی هلدینگ است.

## تاریخچه
پیشنهاد مسابقات قهرمانی خودروی‌های برقی چرخ‌باز تک‌نفره شهری، در مارس ۲۰۱۱ در یک رستوران کوچک ایتالیایی در پاریس توسط ژان تات رئیس فدراسیون بین‌المللی اتومبیل‌رانی به الخاندرو آگاگ و آنتونیو تاجانی و بازیگر ایتالیایی تئو تئوکولی داده شد.
تاجانی بر روی صنعت برق خودرو، کاهش انتشار دی‌اکسید کربن و معرفی سیستم‌های هیبریدی و الکتریکی تمرکز داشت.

## آئین‌نامه

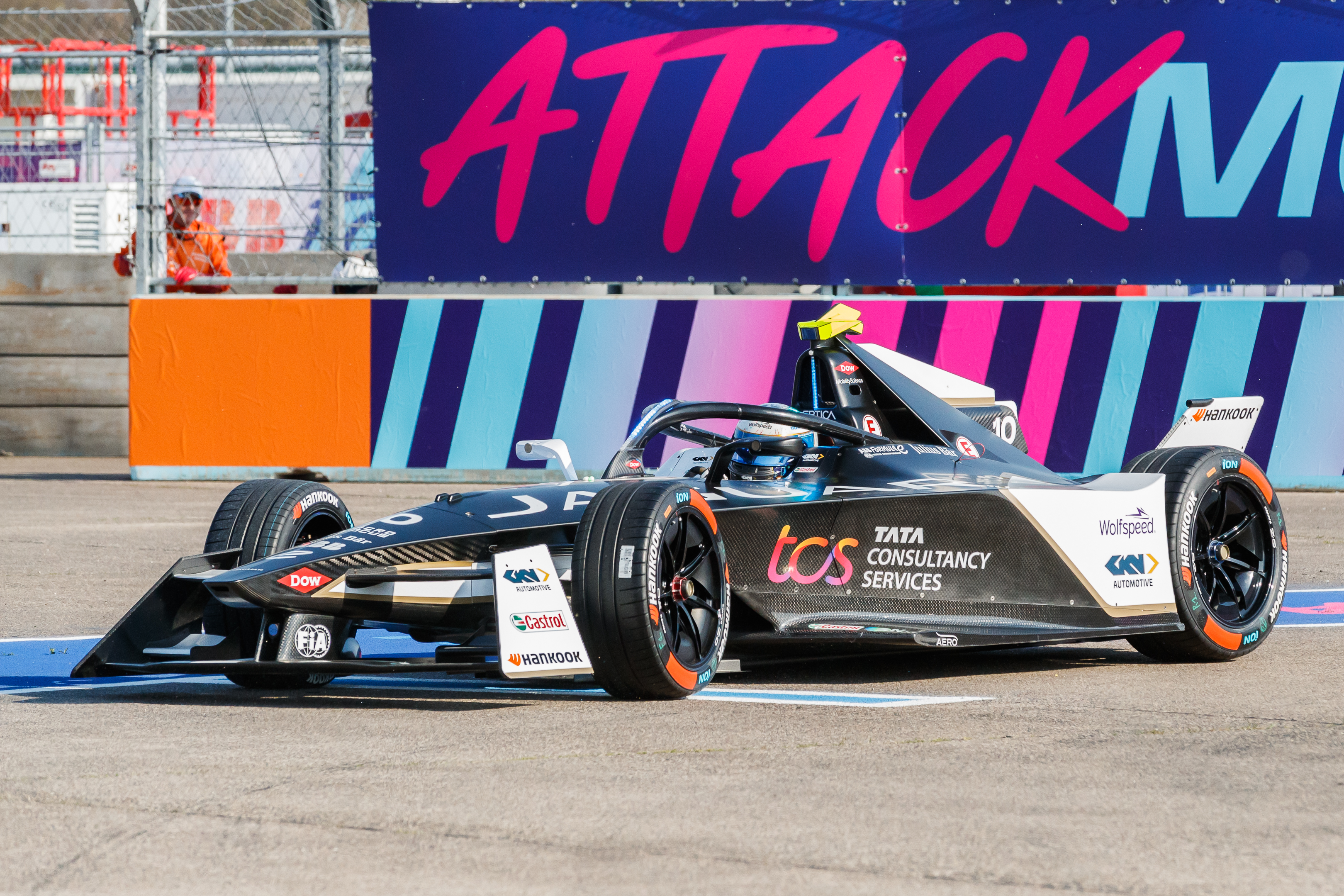
یک ماشین مسابقه در فرمولE

مسابقات فرمول ئی در حال حاضر توسط ۱۱ تیم با دو راننده برگزار می‌شود. این ورزش، به سرعت در حال رشد است و دارای ماشین‌های مسابقه‌ای با قدرت الکتریکی؛ مشابه به سبک غیر الکتریکی، فرمول یک است. مسابقات در پیست‌های خیابانی موقت در مراکز شهر انجام می‌شود و دارای ۱٫۹ تا ۳٫۴ کیلومتر (۱٫۲ تا ۲٫۱ مایل) طول است.